# Diecezja Orvieto-Todi
Diecezja Orvieto-Todi – diecezja Kościoła rzymskokatolickiego we Włoszech, a dokładniej w Umbrii. Podlega bezpośrednio Stolicy Apostolskiej. W swej dzisiejszej postaci diecezja powstała w 1986 roku, z połączenia odrębnych dotąd diecezji Orvieto (erygowanej w VI wieku) oraz Todi (powstałej w II wieku). Obecnie zarówno kuria, jak i katedra diecezjalna, znajdują się w Orvieto.